# 新起町 (台北市)
新起町（しんきちょう）は、日本統治時代の台湾における台北市の行政区画。一丁目から三丁目までで構成された。この地域がもともと「新起街」と呼ばれていたことに由来する。若竹町の北方にあり、現在の西門町の一部、万華区漢中街、中華路、西門紅楼付近が新起町に含まれる。台湾で最初の古書店街が形成されたことで知られ、当時の台北市内では古書店の多くがこの地域に分布した。

## 町内の施設
- 西本願寺（一丁目）
- 新起町郵便局（一丁目、現在の台北漢中街郵便局）
- 艋舺清水巌（三丁目）